# Neufchâteau (Vosgos)
Neufchâteau es una comuna nueva francesa situada en el departamento de Vosgos, de la región de Gran Este.

## Geografía
Neufchâteau, pequeña villa dominando el llano de los Vosgos, situada en la confluencia del Río Mosa y del Río Mouzon, en el cruces de las vías del sudoeste lorenés. Abierto a la Champagne, y beneficiada por sus ejes de comunicación :
- Autopista A31, salidas de Bulgnéville, Châtenois y Colombey-les-Belles;
- Carretera Nacional RN 74 Dijon-Nancy ;
- Línea y Estación ferroviaria SNCF de Neufchâteau: parada del TGV Méditerranée Metz-Nice (desde septiembre de 2006).

## Historia
Villa fortificada del Ducado de Lorena, fue tomada y destruida por las tropas francesas en 1642. En 1766 sería anexionada por Francia.
En 1965 absorbe las comunas de Noncourt y Rouceux.
Fue creada como comuna nueva el 1 de enero de 2025, en aplicación de una resolución del prefecto de Vosgos de 27 de septiembre de 2024 con la unión de las comunas de Neufchâteau y Rollainville.

## Demografía
Según los datos aportados en la última resolución del prefecto de Vosgos, la comuna pasa a tener 7182 habitantes.

## Composición
| Comuna delegada | Código INSEE | Población (2022) | Superficie (km²) | Densidad (hab./km²) |
| --------------- | ------------ | ---------------- | ---------------- | ------------------- |
| Rollainville    | 88393        | 306              | 8.13             | 38                  |
| Neufchâteau     | 88321        | 6813             | 23.81            | 286                 |